# Червона рута (фестиваль)
Червона рута — регулярный украинский музыкальный фестиваль. Проводится с 1989 года.

## Первый фестиваль «Червона Рута»
Первый фестиваль «Червона Рута» прошёл ещё во времена СССР 24 сентября 1989 года в Черновцах.
Предварительные отборочные конкурсы проводились в нескольких местах, не обязательно областных центрах. Так например, отборочный конкурс по Черкасской области проходил в местном Дворце культуры Умани в середине августа. Победу в этом отборочном конкурсе, а заодно и путёвку в Черновцы получили черкащяне Эдуард Драч, Кость Павляк, рок-группа «Экология», а также представитель тогдашнего украинского андерграунда Андрей Миколайчук (позже — «Лысый и Босой»).

## Победители фестивалей «Червона рута» в течение 20 лет

### Червона рута-89,Черновцы
Гран-при: Василий Жданкин (Львов);
Солисты и ансамбли поп-музыки:
- Первая премия — не присуждалась.
- Вторая премия: Тарас Курчик (Львовская область), Андрей Миколайчук (Черкасская область), «Млын» (Львов).
- Третья премия: «Мальвы» (Львов), Павел Дворский (Черновцы), «Заграва» (Коломыя, Ивано-Франковская область).
- Награждены дипломами: Галина и Леся Тельнюк, Александр Гаркавый (Луцк), Марина Музыка-Беджанова (Оренбург), «Аванс» (Запорожье), «Край» (Закарпатская область), «Эней» (Ровенская область), Виталий Свирид (Киев), В.Грицишин (Кривой Рог).

Рок-группы
- Первое место: «Сестричка Вика» (Львов)
- Вторые места: «Кому вниз» (Киев), «Братья Гадюкины» (Львов)
- Третьи места: «Зимний Сад» (Київ), «Незаймана Земля» (Нетронутая земля) (Луцк)
- Дипломами награждеены: Юрий Товстоган (Киев), «Кафедра зелёной музыки» (Днепропетровск), «Перон», «Рок-ціп-клуня-бенд», «ВВ», «Гуцулы» (Косов), группа Евгения Масловича (Донецк), «Воля» (Львов).

Барды (в оригинале укр. "Співці")
- Первое место: Эдуард Драч (Черкассы), Виктор Морозов (Львов).
- Второе место: Андрей Панчишин (Львов), Мария Бурмака (Харьков).
- Дипломами награждены: Владимир Давыдов (Кировоградская область), Олег Покальчук (Луцк), Иван Ситарский (Львовская область), Леся Улична и Леся Горова (Львов), Игорь Кравчук (Черновцы), Володимир Киндратишин (Ивано-Франковск), Андрей Чернюк (Киев), Станислав Щербатых (Ивано-Франковск), Іван Козаченко (Киев), Кость Павляк (Черкассы), Василь Чинч (ЧССР), Олесь Доля (Львов), «группа Рутения» (Киев), Тарас Чубай (Львов).

Песни-лауреаты:
- «Пролетело лето» муз. О.Мельника, сл. О.Мезенцевой.
- «Мольба» муз. Г. Гаврилец, сл. Д. Павлычко.
- «Я буду жить» муз. В. Грицишина, сл. І. Франко.

### Червона рута-91, Запорожье
- Андрей Кузьменко («Скрябин»), Львов
- Ольга Юнакова («Плич-о-плич»), Львов
- Жанна Боднарук, Чернигов
- «Табула Раса», Киев
- «Плач Єремії», Львов
- «Лівий Берег» Прилуки
- Инесса Братущик и Орест Хома, Львов
- Ирчик из Львова, Львов
- Сестри Тельнюк
- гурт «Акція» (м. Обухів)

### Червона рута-93, Донецк
- Александр Пономарев, Хмельницкий
- Руслана Лыжичко, Львов
- Ирина Шинкарук, Житомир
- Виктор Павлик, («Анна-Мария») Тернополь
- Алла Попова, Белая Церковь, Киевская область,
- Скайлэнд (Александр Скряга,Владимир Любкин),Краматорск
- Турбо-техно-саунд, позже («турбо-техно-саунд» и «фантом-2»), Ивано-Франковск

- «Пиккардийская терция», Львов
- «Братья блюза», Калуш, Ивано-Франковской обл

### Червона рута-95, Севастополь-Симферополь
- АРМАДА, Славянск
- EL Кравчук, Киев
- Марина Одольская Каменец-Подольский, Хмельницкой обл.
- Ани Лорак, Черновцы
- Наталья Могилевская, Киев
- «Всякий случай», Киев
- «Шао? Бао!», Днепропетровск
- «The ВЙО», Кобеляки Полтавской обл,
- «Вхід у змінному взутті», Ровно
- Катя Бужинская (Ящук), Черновцы
- «Цвіт папороті», Калуш Ивано-Франковской обл.
- 2-я премия: Лилия Остапенко

### Червона рута-97, Харьков
- Оксана Попович «Там, де кінчається мова», Нововолынск
- Катя Chilly
- «Танок на Майдане Конго», Харьков
- «Спалахнув шифер», Ужгород
- Юля Лорд
- Инесса Ивано-Франковск
- «Радослав», Харьков
- «Тартак», Луцк
- «ДАТ» Смела, Черкасская обл
- «СОУ» («Sо»), Киев
- «Мотор`Ролла», Хмельницкий

### Червона рута-99, Днепропетровск
- Росава (Елена Янчук)
- "Аутентичное життя
- «Мощные девушки», Киев
- Лиза-Олена, Донецк
- «Спидвей», Запорожье
- «Основной показатель», Луцк
- «Дымна Сумиш», Чернигов
- «Лос Динамос», Ровно
- «ДНД», Днепропетровск
- «ГДР», Каменец-Подольский
- ЭМ.ЭС.БИ. Запорожье
- «Бомба Медуза 2001», Черкаси
- Татьяна Порчик(Брянцева), Хмельницкий

### Червона рута-2001, Киев
- Владимир Питель, Львов
- Инна Олейник, Киев
- Юлиана Матасова, Черкассы
- Вилен Арустамов Перечин, Закарпатской обл.
- Елена Арутина, Лебедин, Сумской обл.
- Нина Ольшевская, Броды, Львовской обл.
- Анастасия Букина, Одесса
- Евгений Воевитко, Чернигов
- «Очеретяний кот», Винница
- «Рок снижок», Винница
- «Контрольный выстрел», Львов
- «Крошка Цахес», Киев
- «Сбей пепелз», Киев

### Червона рута-2003, Киев
- Настя Кочетова, Червоноград, Львовской обл.
- Дарья Дуденец, Хмельницкий
- «ЗАУ», Черновцы
- «FOC», Запорожье
- «Side effect», Харьков
- Не стой под напряжением, Черкассы, Киев
- «Шпильки» («Pins») Кременчуг, Полтавская обл.
- «Верховная зрада», Львов

### Червона рута-2005, Киев
- Яна Куришко, Ровно
- Сестры Балан, Луцк
- Екатерина Гапочка, Хмельницкий
- Валентин Поворозник, Созонивка, Кировоградская обл.
- Сергей Шабан и Сесай, Светловодск, Кировоградская обл.
- Проект «Радуга», Ивано-Франковск
- «DA BITT», Одесса
- «Пан Пупец», Ивано-Франковск
- «Ди энд Эй» Лозовая, Харьковская обл.
- «Изгнанники из рая», Чернигов

### Червона рута-2007, Киев
- «Дулибы», Ровно;
- Татьяна Ширко, Костополь, Ровенская обл.;
- Василий из конопли, Ивано-Франковск;
- «Нью мастер МСs» Ивановка, Кировоградская обл.;
- «Хай вей», Тернополь;
- «Ровно 3:45», Ровно;
- «Контрабас», Полтава;
- «Акустический проект», Винница;
- «Легенда», Николаев;
- Валентин Поворозник, Созонивка, Кировоградская обл.;
- «Луковый погребок», Белгород-Днестровский, Одесская обл.;
- «Кремп», Черновцы;
- «Декорум», Винница;
- «Каждому своё», Львов;
- «Ауткрай», Луцк;
- «1 / 16 трактора», Луганск;
- «Экстази», Ровно;
- «Мейби папа», Одесса.